# Jorge Rodríguez Erneta
Jorge Rodríguez Erneta (Villa Gesell, 9 de marzo de 1953) es un médico cirujano, docente y político argentino que se desempeñó como Concejal e intendente del Partido de Villa Gesell, Senador de la Provincia de Buenos Aires y Subsecretario del Interior de la Nación Argentina. Se recibió en médico en la Facultad de Ciencias Médicas de la Universidad Nacional de La Plata en el año 1985.
Se especializó como cirujano y realizó su carrera docente y profesional, durante once años en el Hospital Escuela San Martín de La Plata y otros nosocomios públicos.
Comienza su actividad pública en 1991 al radicarse en la ciudad de Villa Gesell luego de haber sido designado director del hospital municipal. 
Durante ocho años fue Concejal del Partido de Villa Gesell (períodos 1997-2001 y 2001-2005).
Siempre vinculó la profesión con la vocación política al punto que se desempeñó como Secretario de Salud del Partido de Maipú y posteriormente como Asesor ad honorem de la Comisión de Salud del senado bonaerense.
Al cumplir el último mandato como edil se postuló como candidato a senador provincial por el Frente para la Victoria, representando a la Quinta Sección Electoral, cargo que asumió en diciembre de 2005.
En las elecciones municipales del año 2007 se presentó como candidato a Intendente del Partido de Villa Gesell, resultando electo para el período 2007-2011 al casi duplicar en votos a su competidor más cercano.
En las elecciones municipales del año 2011 se presenta a la reelección y resulta nuevamente ganador con más del 53 por ciento de los votos. 
En abril de 2014 renuncia a la jefatura comunal al aceptar la designación en el cargo de Subsecretario del Interior de la Nación a cargo del Ministro Florencio Randazzo.